# Marina del Rey
Marina del Rey är ett "icke-inkorporerat område" som tillhör Los Angeles County och ligger drygt sex kilometer norr om Los Angeles International Airport (LAX). Området gränsar till Los Angeles-stadsdelarna Venice Beach och Playa del Rey.
Själva strandremsan längs Stilla Havet tillhör Los Angeles som helt och hållet omgärdar Marina del Rey.
I Marina Del Rey finns världens största konstruerade småbåtshamn. Det finns en sandstrand inne i marinan vid namn Mothers beach.